# Ancohuma
O Ancohuma ou Janq'u Uma (aymara: janq'u branco,  uma água, "água branca") é um pico da Cordilheira dos Andes localizado na província de Larecaja, na Bolívia. Fica próximo do Illampu e é mais alto que este, mas também é de relevo menos íngreme e mais fácil de escalar (cotação PD - não muito difícil). É o terceiro pico mais alto da Bolívia. Foi escalado pela primeira vez em 1919 por uma equipa alemã.